# Фавіпіравір
Фавіпіравір (англ. Favipiravir, також T-705 або Авіган) — синтетичний противірусний препарат, що був розроблений японською компанією Toyama Chemical/Fuji Film у 1998 році.
Фармакотерапевтична група: Противірусні засоби прямої дії.
Фавіпіравір активний проти РНК-вмісних вірусів. Як і деякі інші експериментальні противірусні препарати (T-1105 та T-1106), препарат є похідним піразинкарбоксаміду. До фавіпіравіру чутливими є віруси грипу, гарячки Західного Нілу, жовтої гарячки, ящура, а також інші віруси родини Flaviviridae, віруси родин Arenaviridae і Bunyaviridae, роду альфавірусів (або арбовіруси групи А) родини Togaviridae. Експериментально показана активність проти ентеровірусів, а також вірусу гарячки Рифт Валлі.
В Ухані у 2020 році лікували коронавірус.

## Механізм дії
Механізм дії препарату полягає у селективному пригніченні ферменту РНК-залежної РНК-полімерази. Фавіпіравір не інгібує синтез РНК та ДНК у клітинах ссавців, і не токсичний для них.

## Застосування
У 2014 році був застосований у Японії для зупинення епідемії пандемічного грипу. Ефективність препарату проти вірусу хвороби, яку спричинює вірус Ебола, показана у експерименті на мишах. Під час епідемії гарячки Ебола у 2014 році Японія запропонувала застосовувати препарат під час епідемії із дозволу ВОЗ. 4 жовтня 2014 року було повідомлено, що французька медсестра, яка працювала у Ліберії як доброволець організації «Лікарі без кордонів» і захворіла на гарячку Ебола, одужала, а в комплексі лікування було застосовано фавіпіравір.. У листопаді 2014 року продовжено вивчення ефективності застосування препарату в комплексному лікуванні хворих на гарячку Ебола в Західній Африці. На грудень 2014 року заплановано початок програми дослідження експериментальних ліків та експериментальної сироватки проти гарячки Ебола у Гвінеї. До програми дослідження ефективності експериментальних ліків включені два препарати — фавіпіравір та бринцидофовір. Попередньо заплановано, що фавіпіравір буде тестуватися у окрузі Гекеду під наглядом французького біомедичного дослідницького агентства INSERM. Планується, що результати дослідження будуть опубліковані у лютому 2015 року. Попередні дані показали ефективність препарату в осіб із низьким рівнем вірусу в крові, проте ефект препарату був низький у осіб із високим рівнем вірусного навантаження, а також у осіб із високим ризиком смерті.

### Застосування препарату в лікуванні коронавірусної хвороби 2019
У лютому 2020 року препарат був застосований у Китаї для лікування коронавірусної хвороби 2019. 17 березня 2020 року китайський уряд офіційно запропонував лікувати хворобу в Ухані та Шеньчжені.
У клінічних випробуваннях в Ухані і Шеньчжені взяли участь 340 пацієнтів. Хворі, які приймали фавіпіравір, одужали за 4 доби, а ті, які не приймали — за 11 діб.
У березні 2019 року в Україні препарат не продавався, у США зареєстрований FDA 31/08/2020(в різних дозах та упаковках) коштував від 65 дол за 10 мг до 135 дол за 100 мг. Станом на березень 2021 в Україні зареєстровано дженерик препарата.

## Протипокази
Вагітність або підозра на вагітність: у дослідженнях на тваринах спостерігалися смерть ембріона на ранніх термінах та тератогенні ефекти;
Реакції підвищеної чутливості до будь-якого компоненту препарату в анамнезі.

## Побічна дія
Найбільш поширені побічні реакції включали підвищення рівня сечової кислоти в крові у 24 осіб (4,79 %), діарею у 24 осіб (4,79 %), зменшення кількості нейтрофілів у 9 осіб (1,80 %), збільшення рівня АСТ (глутамат-оксалоацетаттрансамінази) у 9 осіб (1,80 %), підвищення рівня АЛТ (глутамат-піруваттрансамінази) у 8 осіб (1,60 %).
Також можливі інші, клінічно значущі побічні ефекти: шок, анафілаксія. Пневмонія. Фульмінантний гепатит, дисфункція печінки, жовтяниця. Токсичний епідермальний некроліз (ТЕН), синдром Стівенса-Джонсона. Гостре ураження нирок. Зменшення кількості лейкоцитів, зменшення кількості нейтрофілів, зменшення кількості тромбоцитів. Неврологічні та психіатричні симптоми (порушення свідомості, делірій, галюцинації, марення, судоми тощо). Хоч причинно-наслідковий зв'язок не встановлений, повідомлялося про психоневротичні симптоми, такі як аномальна поведінка. Геморагічний коліт.
Є дані, що вживання під час вагітності може завдати шкоди дитині. Тератогенні та ембріотоксичні ефекти були продемонстровані на чотирьох видах тварин.

## Дженерики
Авіган (Avigan), Авіфавір, Ареплівір, Коронавір, FabiFlu, Ковіфлу